# How We Do (Party)
How We Do (Party) ist ein Lied der britischen Sängerin Rita Ora aus dem Jahre 2012. Es ist die zweite Singleauskopplung ihres Debütalbums Ora und die erste Solosingle der Künstlerin. How We Do (Party) wurde von The Runners produziert und von diesen zusammen mit Bonnie McKee, Berry Gordy, Hal Davis, Madame Buttons, Willie Hutch, Andre Davidson, Sean Davidson und Bob West geschrieben, wobei eine Rezitation des von The Notorious B.I.G. und Osten Harvey Jr. verfassten Liedes Party and Bullshit miteinbezogen wurde.

## Musik und Text
Bei How We Do (Party) handelt es sich um einen Popsong der frühen 2010er Jahre, der vor allem durch einen eingängigen Refrain gekennzeichnet ist. An mehreren Stellen des Liedes wird zudem die Phrase „and party and bullshit“ wiederholt, teilweise von der Sängerin selbst, teilweise von einer Gruppe von Leuten. Es existiert auch eine Version, in der die Silbe „shit“ ausgespart wird. Das Instrumental besteht vorwiegend aus sanftem Gitarrenspiel und Schlagzeug. Inhaltlich dreht sich das Lied darum, dass die Ich-Erzählerin neben der besungenen Person am Morgen nach einer Party aufwacht. Durch den Alkoholkonsum auf dieser hat sie einen Kater und weiß nicht mehr, was genau geschehen ist. Im Refrain thematisiert sie die sexuelle Anziehung, die sie für ihren Liebhaber verspürt.

## Musikvideo
Der Videoclip zu How We Do (Party) zeigt Rita Ora tanzend auf einer Party, bei der mehrere Leute kostümiert oder zumindest unkonventionell gekleidet sind. Sie tragen unter anderem Wikingerhelme, Tiermasken oder spitz zulaufende Hüte. Die Feier findet an verschiedenen Locations statt, und die Sängerin trägt in den Szenen unterschiedliche Kleidung. Mitunter sind das Gewand der Anwesenden, die Dekoration und diverse verschüttete Flüssigkeiten fluoreszierend. Dazwischen ist die Musikerin auch alleine in mehreren Settings zu sehen, unter anderem in einem Blumenbeet, auf einem Rasen oder auf einem Bett in einem bläulich silberfarbenen Zimmer. Durch das gesamte Video zieht sich eine ausgelassene, positive Stimmung.

## Kritik
How We Do (Party) erhielt gemischte bis positive Kritiken. Man empfand, dass das Lied das Rad zwar nicht neu erfinde und stilistisch anderen erfolgreichen Charthits der damaligen Zeit ähnele, unter anderem Domino von Jessie J und Last Friday Night (T.G.I.F.) von Katy Perry, bemerkte jedoch, dass es trotzdem sorgfältig gemachte und unterhaltsame Popmusik darstelle. Es wurde vor allem seine Tauglichkeit als Partysong hervorgehoben, und man sagte ihm voraus, dass es in den Jahren nach der Veröffentlichung vermehrt in Fernsehserien während Partyszenen Verwendung finden würde.

## Erfolg
Vor allem im Vereinigten Königreich war How We Do (Party) ein großer kommerzieller Erfolg, dem es gelang, bis an die Spitze der Charts zu klettern. Es wurde dort mit einer Goldenen Schallplatte ausgezeichnet. Auch in Australien und Neuseeland platzierte es sich in den Top Ten, wobei es in erstgenanntem Land mit Doppelplatin prämiert wurde. In anderen Musikmärkten der Welt konnte es sich ebenfalls in den Hitparaden positionieren, jedoch fielen die Platzierungen moderater aus: in den USA erreichte es Nummer 62, in Deutschland 40, in Österreich 35 und in der Schweiz 41.